# Biserica de lemn din Strunga

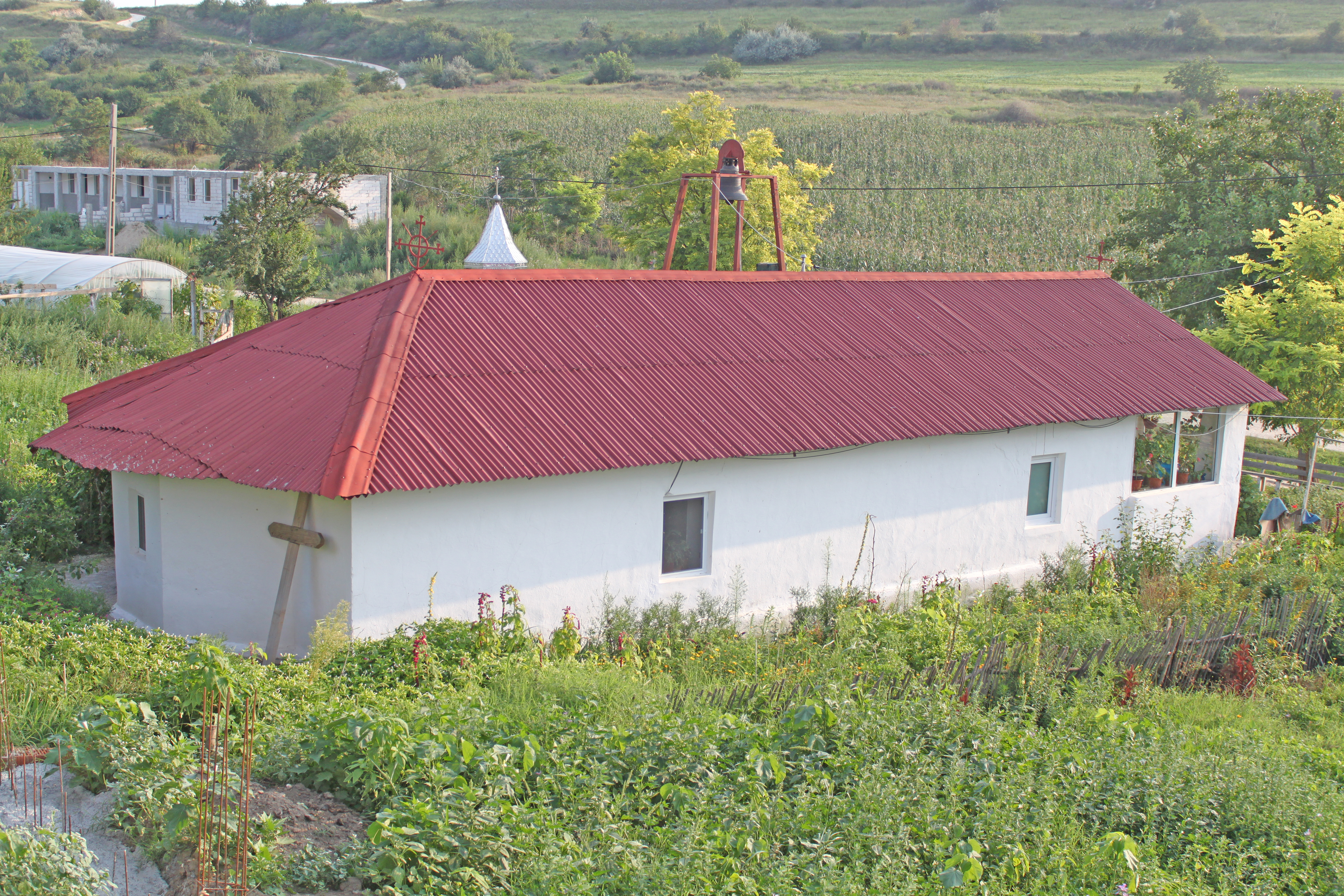
Biserica din Strunga, Constanţa

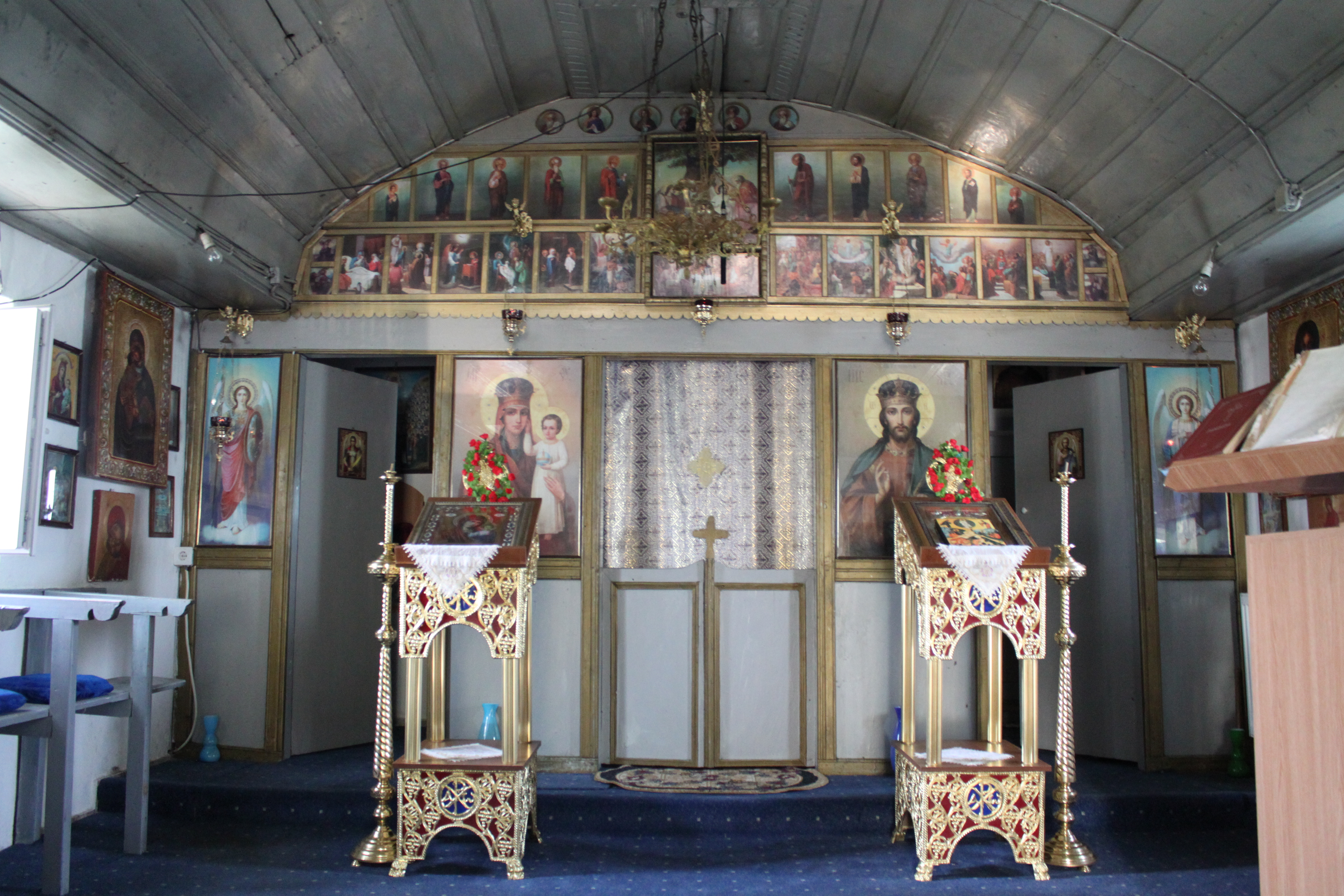
Iconostasul bisericii din Strunga, Constanţa

Biserica de lemn din Strunga, alături de cele bisericile din localitățile vecine Izvoarele și Satu Nou constituie un grup de biserici aparte. Tehnica utilizată pentru construirea acestor biserici, materialele utilizate pentru construcția bisericii(nuiele și pământ) precum și aspectul lor unic le fac cu atât mai deosebite. Vechea biserică a satului Strunga, lângă care în prezent se construiește o mănăstire, nu figurează lista monumentelor istorice și are hramul Sfinții Arhangheli Mihail și Gavriil.

## Istoric și trăsături
Satul Strunga sau Câsla, așa cum se numea mai demult, sat de etnici bulgari a ajuns depopulat în special datorită deciziilor autorităților comuniste care, prin anul 1977 au făcut presiuni asupra oamenilor pentru a se muta în localitatea Lipnița. Încet încet au rămas tot mai puțini oameni iar vechea bisericuță, construită în jurul anul 1770, de altfel ca mare parte din casele satului, a ajuns într-o stare avansată de degradare.
Construită din nuiele și lipită cu pământ, biserica a fost construită după regulile vremii - ale Imperiului Otoman, nu mai înaltă decât un om călare. Abia după anul 1920 credincioșii au făcut bolta bisericii. Datorită stării foarte proaste în care se afla biserica, după hotărârea de a se construi aici un schit, aceasta a fost reparată, fiind tencuită și acoperită.

## Galerie de imagini

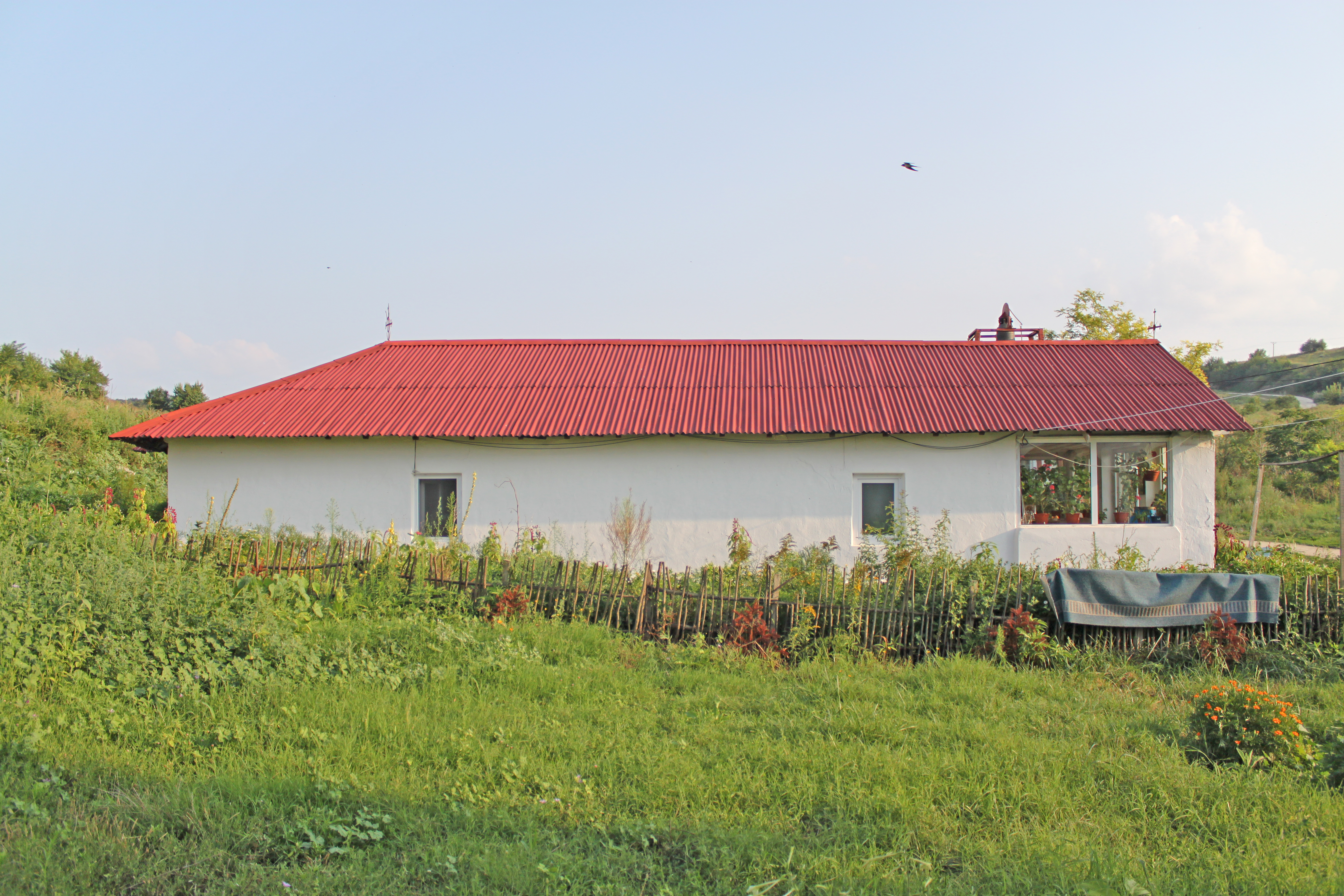
Vedere laterală
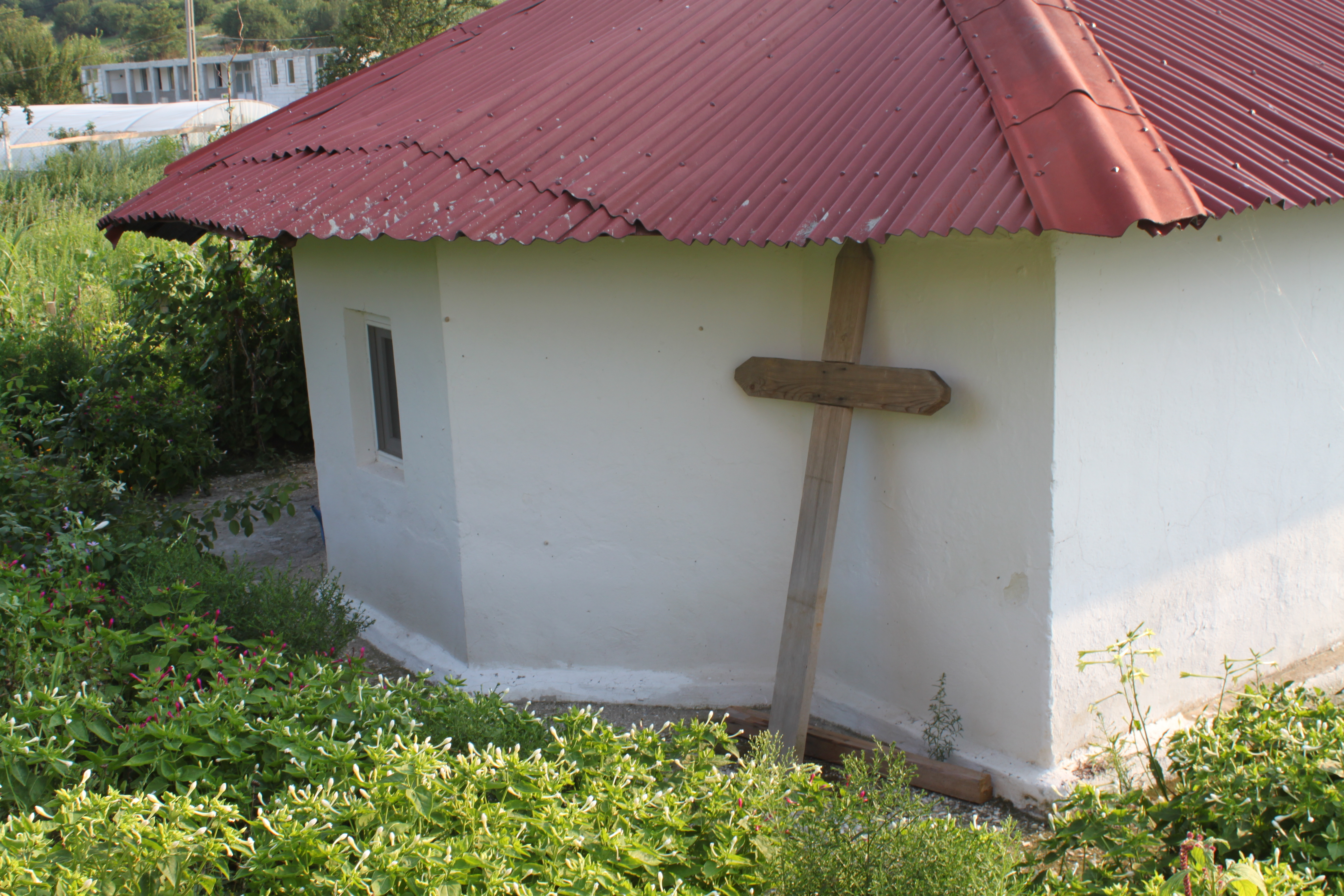
Absida altarului
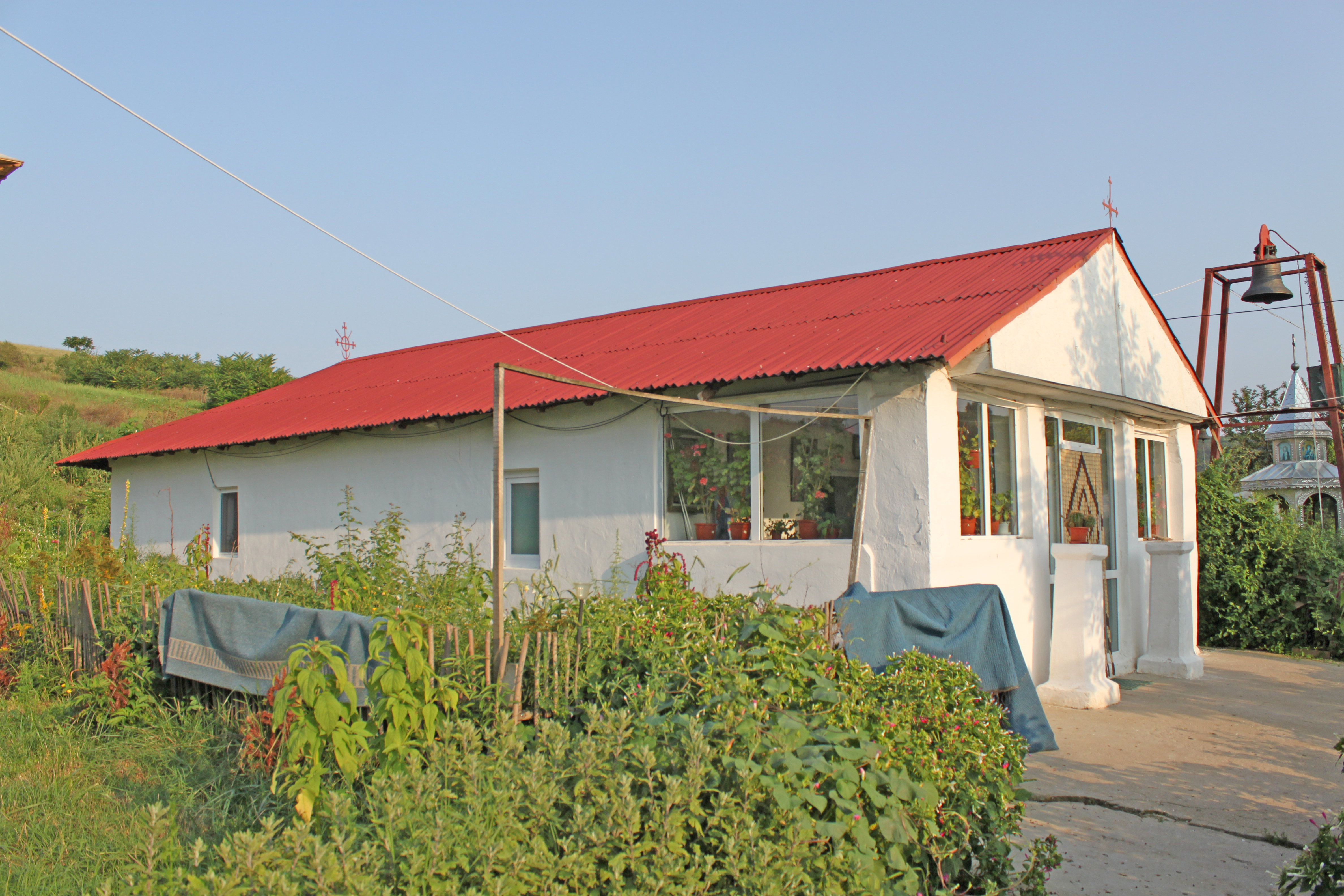
Vedere din nord-vest
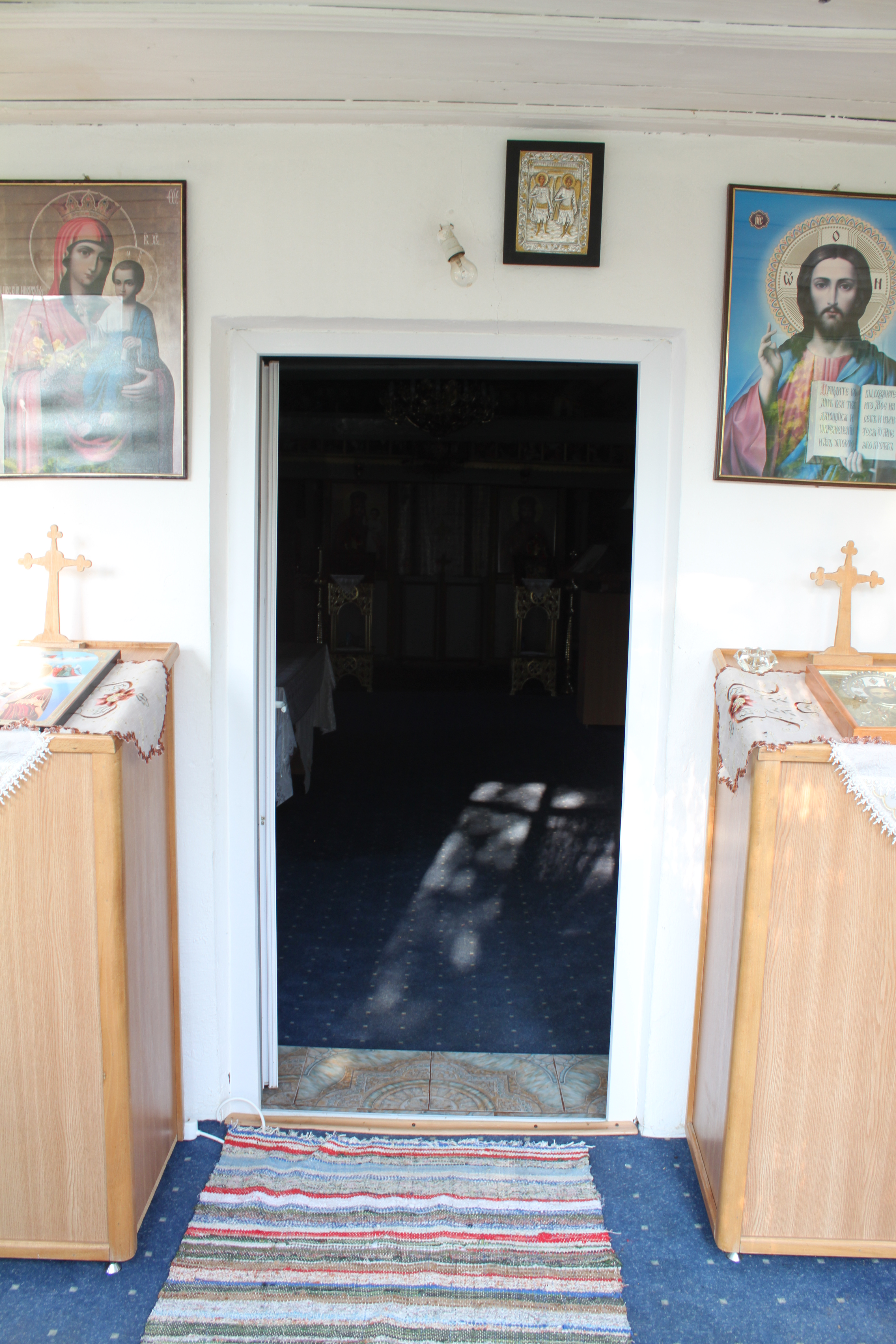
Intrarea în biserică
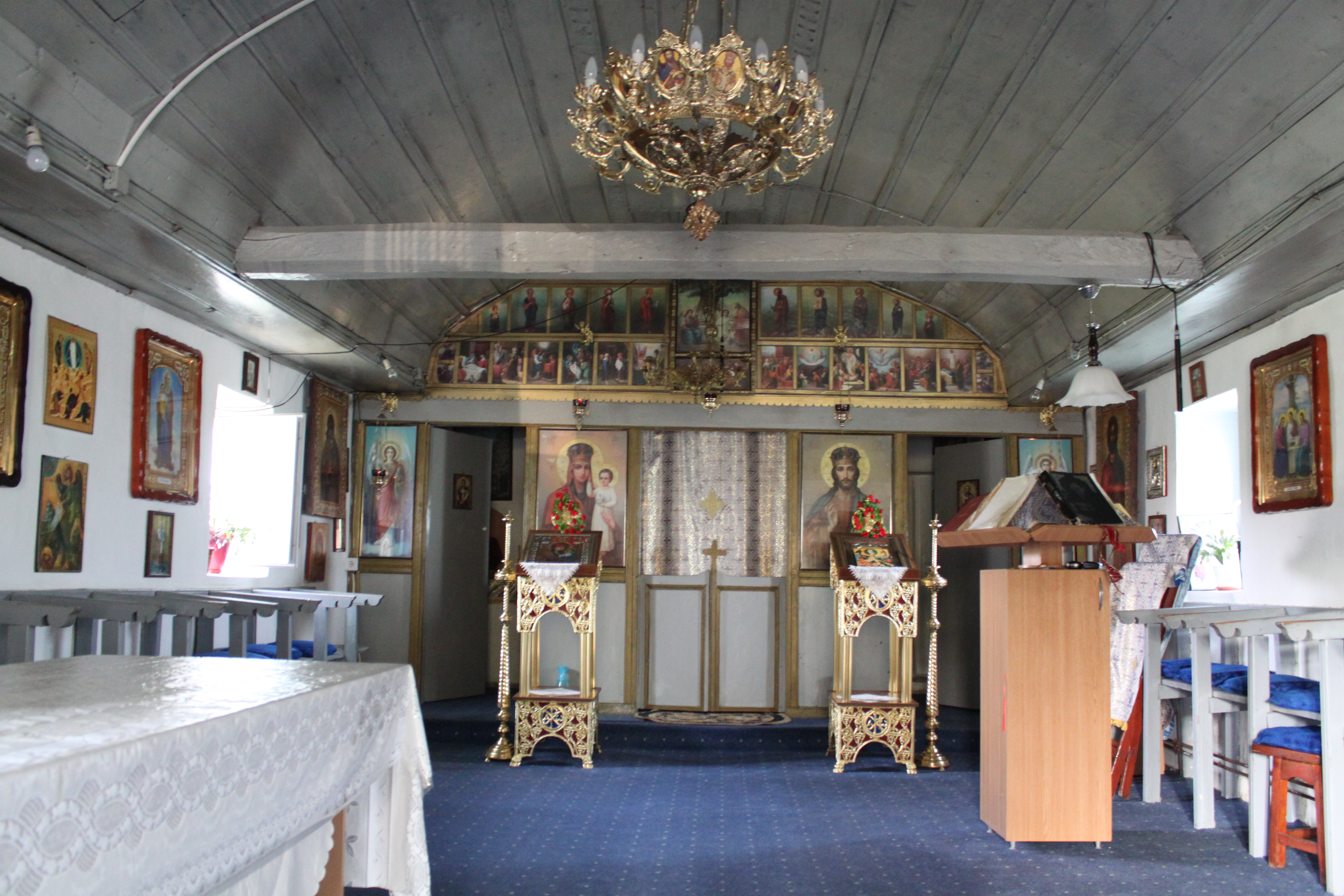
Naosul bisericii
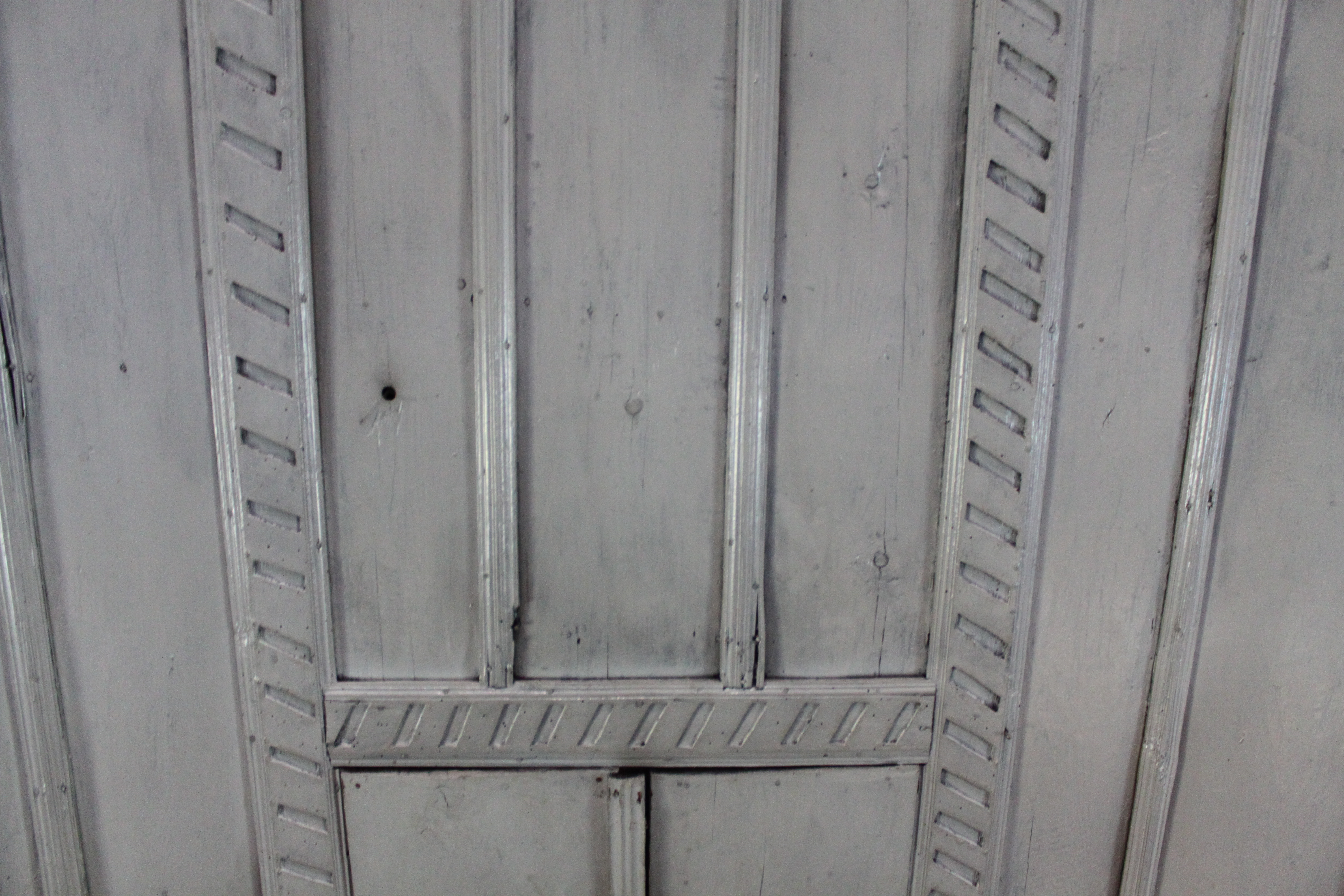
Decor la bolta naosului
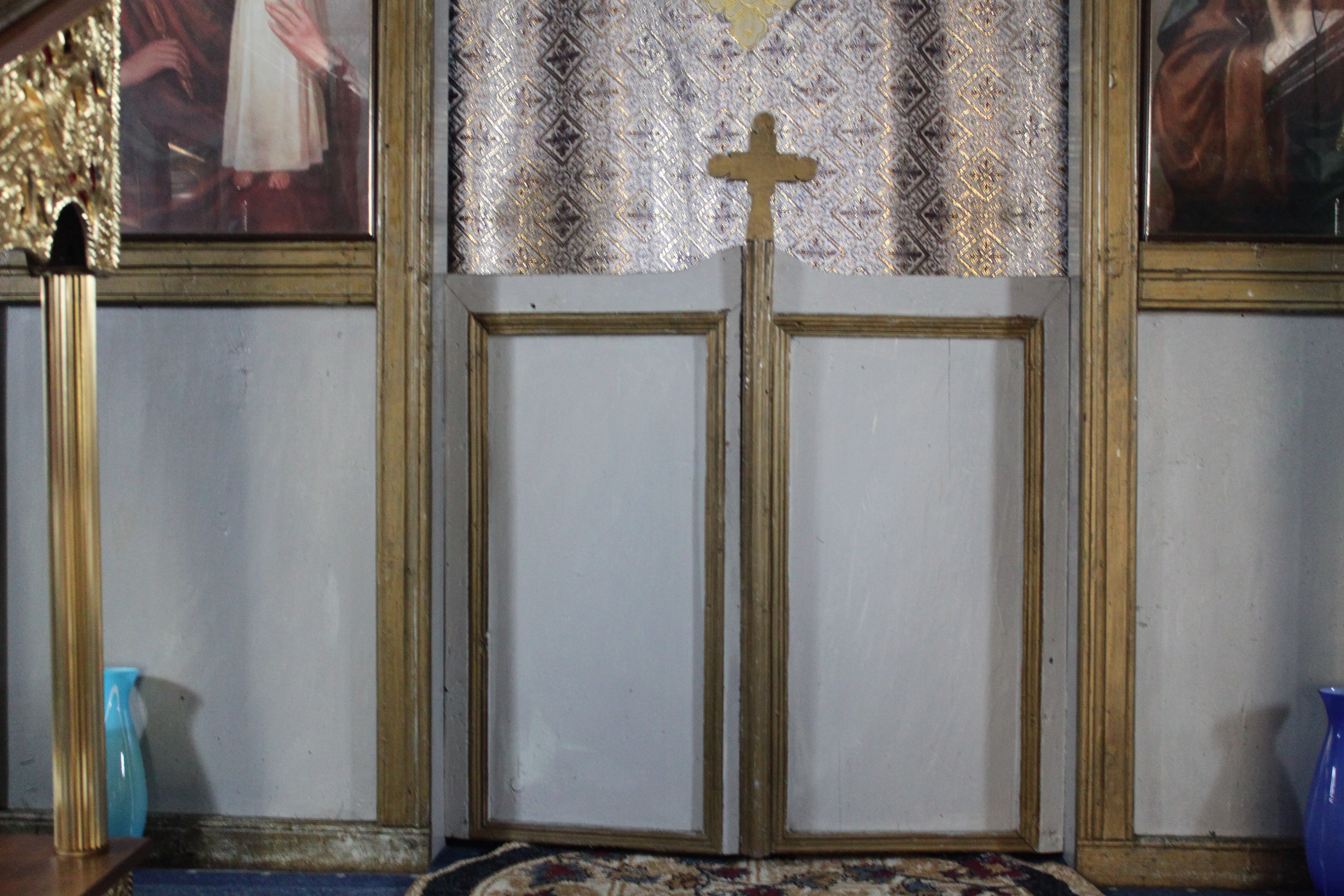
Ușile împărărteși
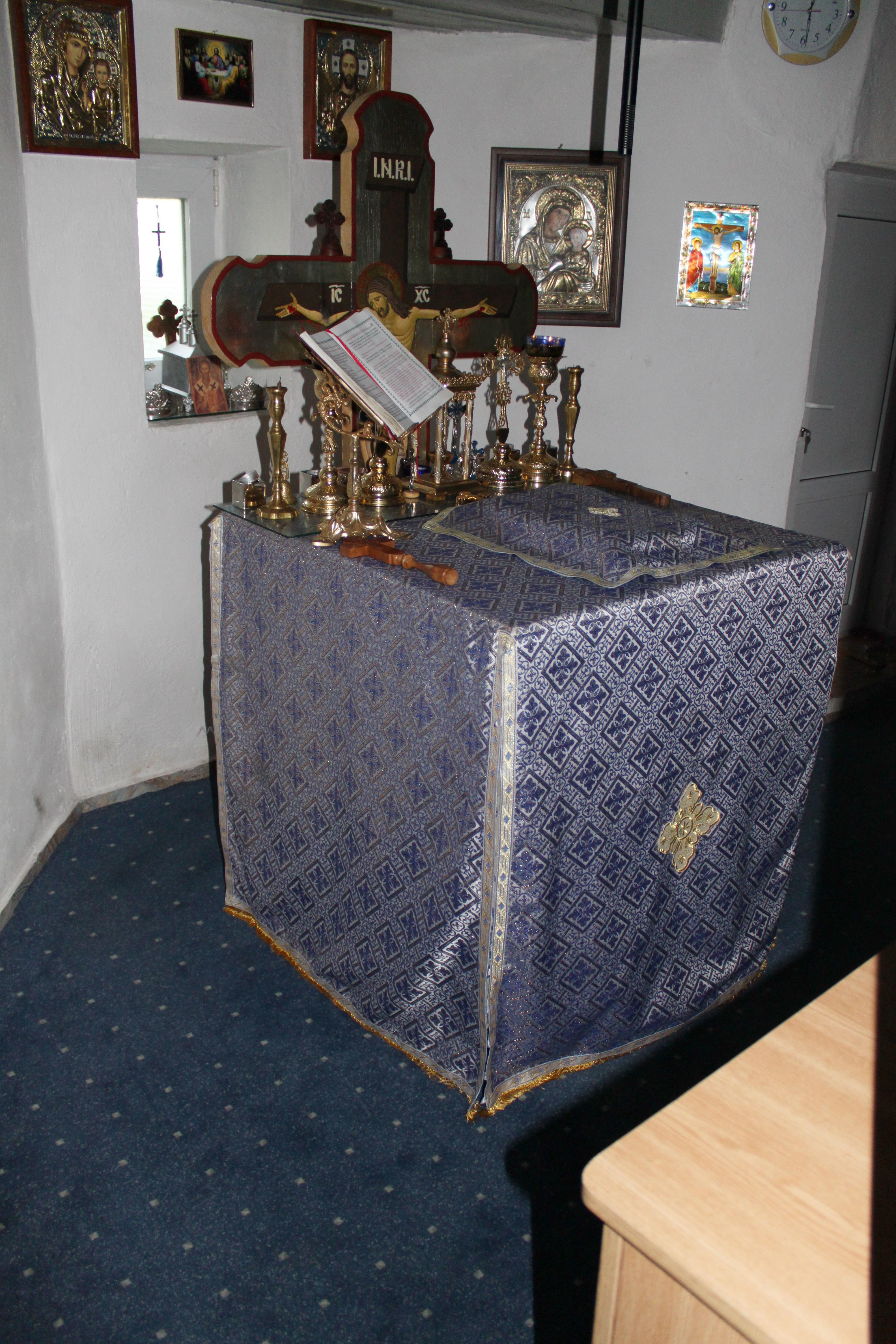
Masa altarului
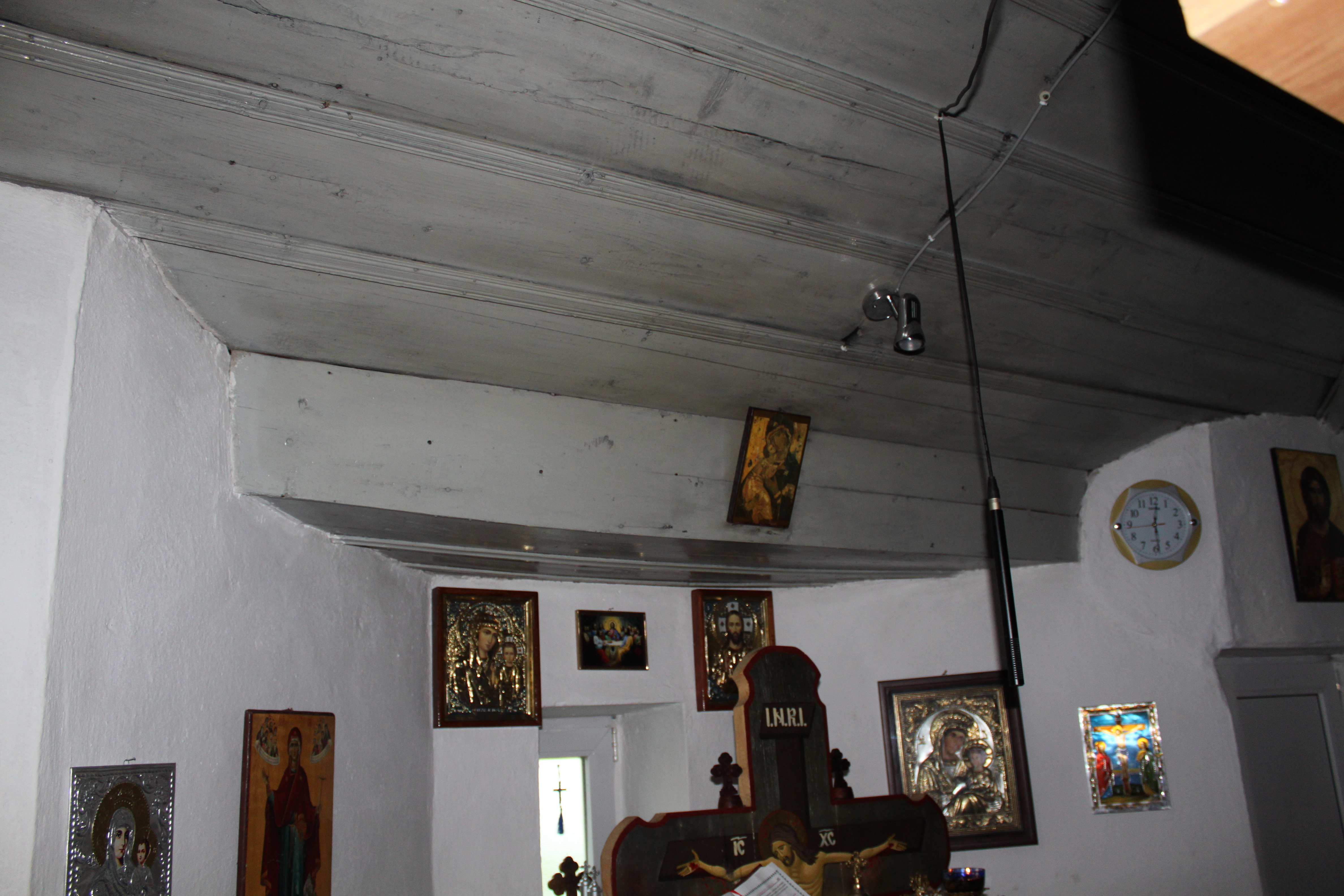
Masa altarului
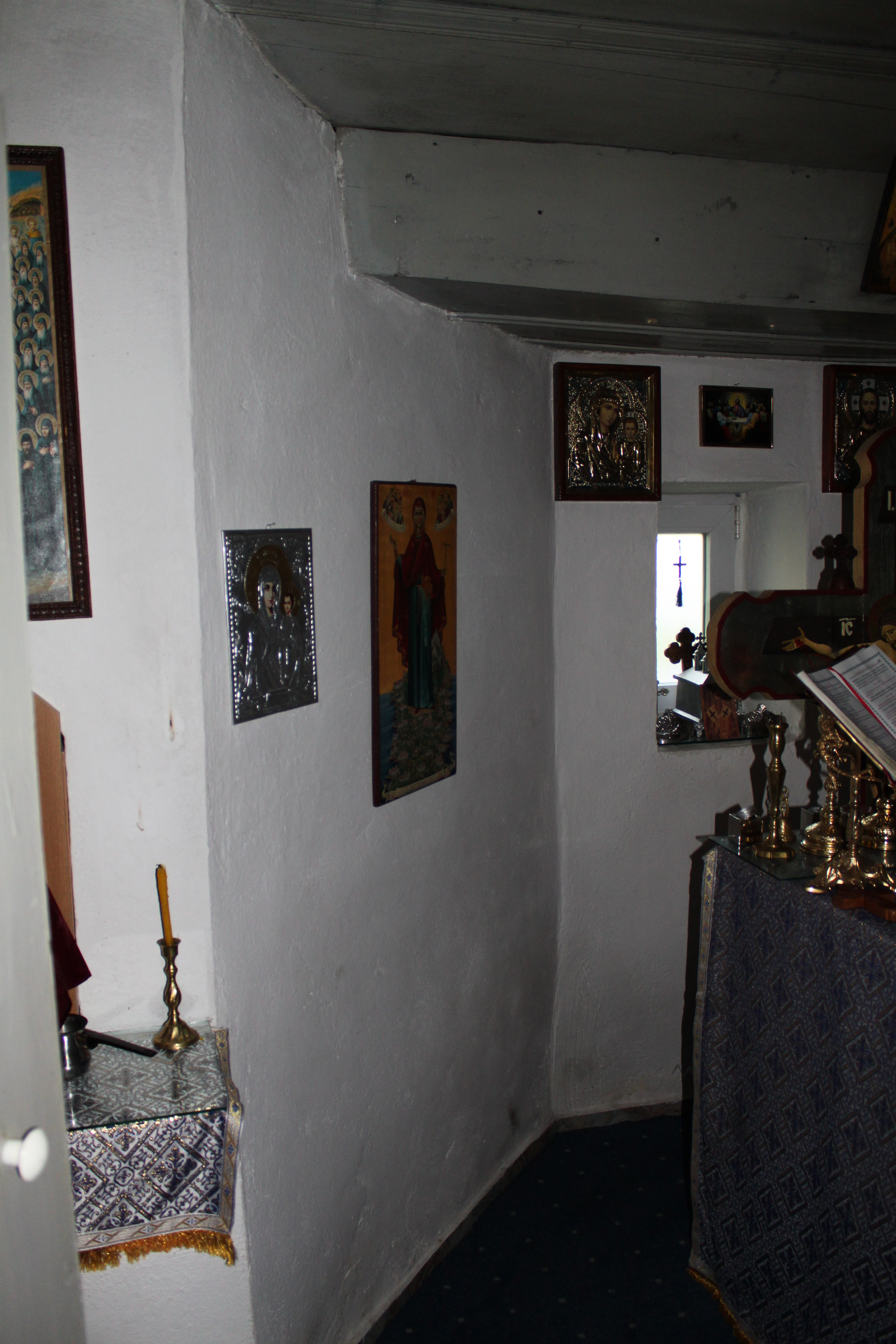
Absida altarului în interior
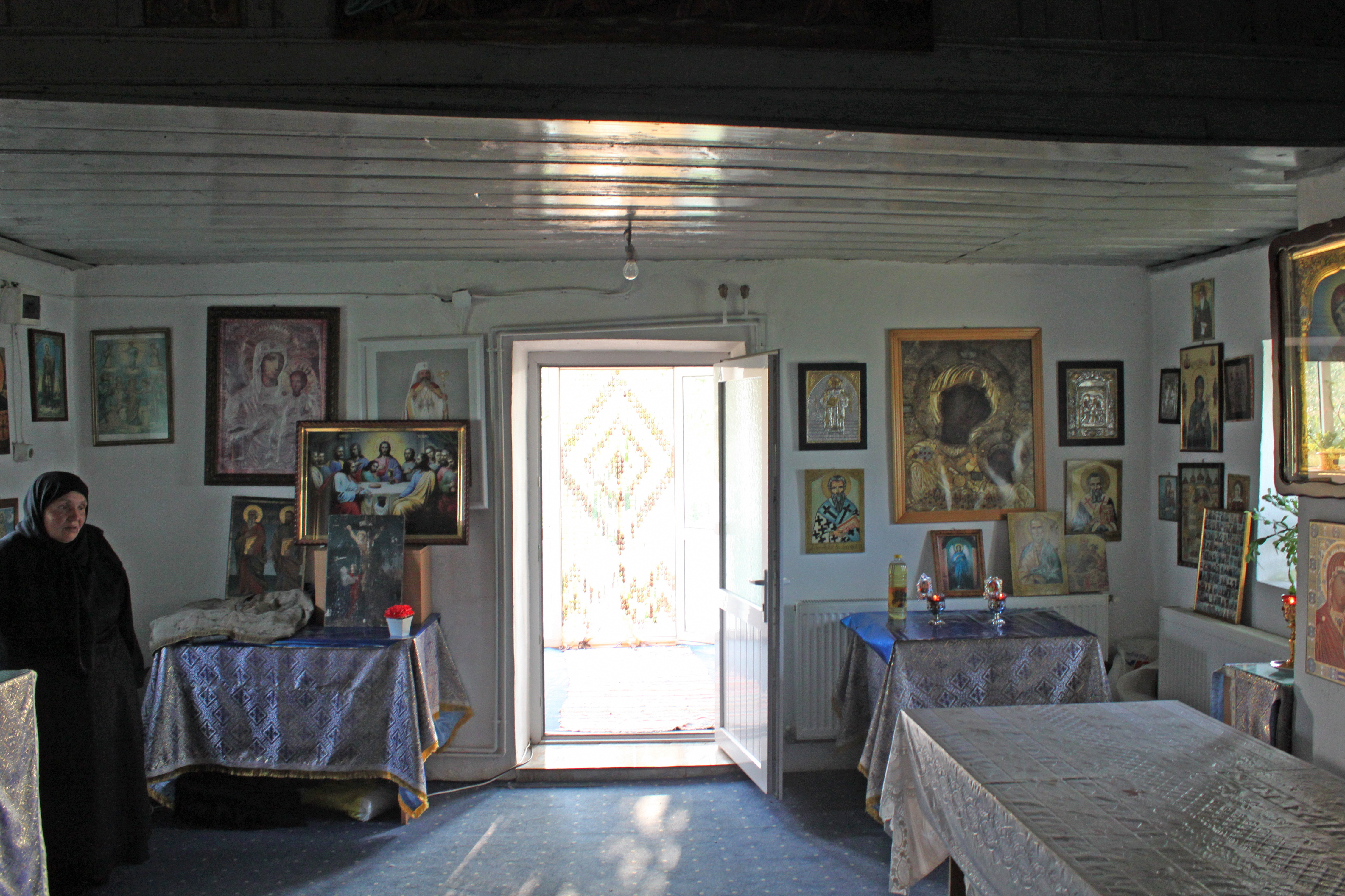
Intrarea în biserică văzută din interior
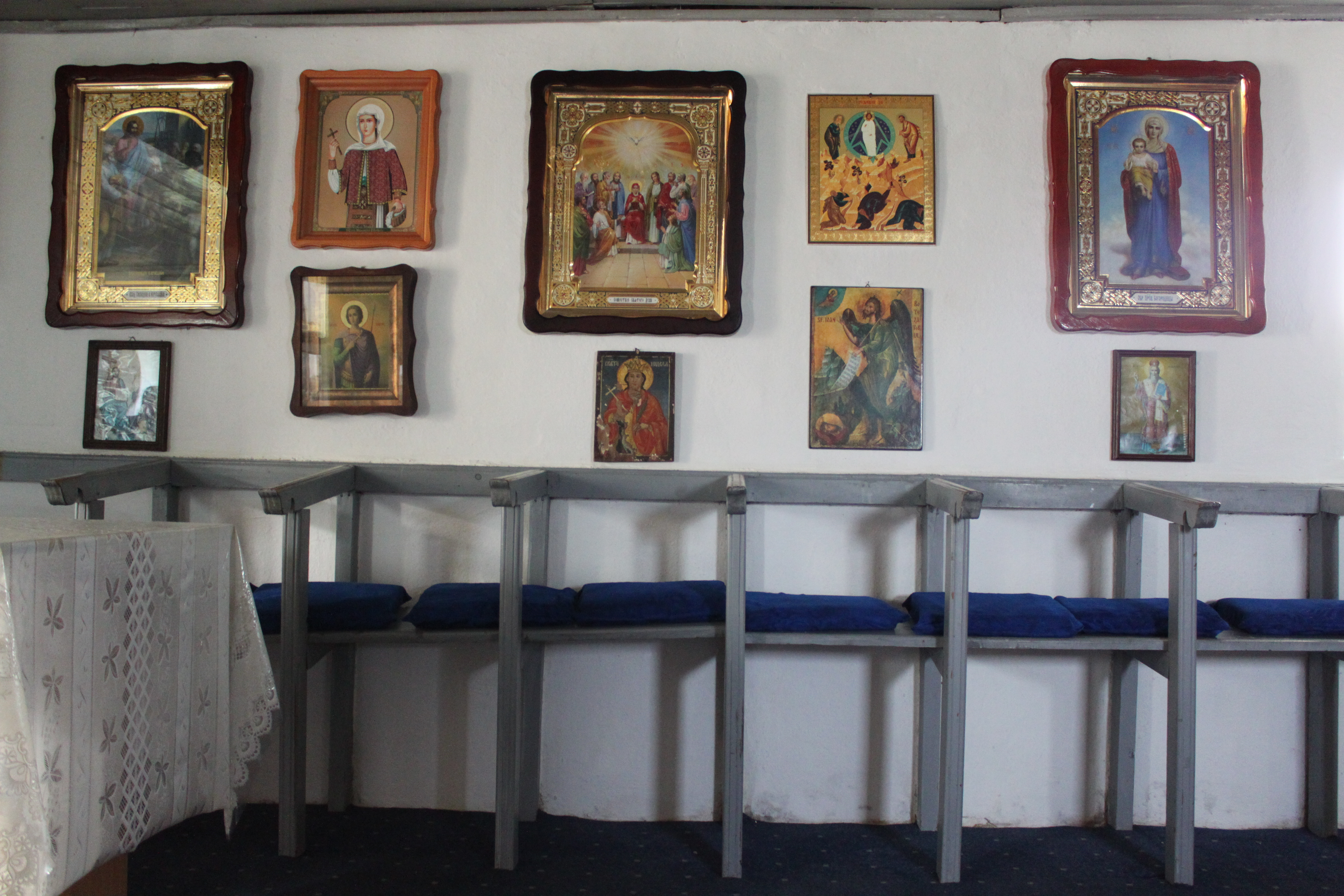
Strana